# Roger-Claude Guignard
Roger-Claude Guignard (* 5. Februar 1935; † 28. August 2022 in Lausanne) war ein Schweizer Regattasegler.

## Werdegang
Guignard belegte bei den Olympischen Spielen 1980 in Moskau mit Jean-François Corminboeuf und Robert Perret den siebten Platz in der Soling-Regatta.